# زانغ شينغ هوي
زانغ شينغ هوي (بالصينية: 张景惠) (باليابانية: 張景恵) ، من مواليد 1871م ، وهو سياسي صيني ، عمل رئيساً للحكومة في مانشوكو بأرض منشوريا (شمال شرق الصين حالياً) من سنة 1935 إلى شهر أغسطس سنة 1945 ، كما فتح علاقاته مع كافة البلدان الأوروبية في عهده ، بعد اجتياح الجيش الروسي سنة 1945 ألقي القبض عليه وسلمته إلى الصين ، واتهم حكومة الصين الشعبية للسياسي زانغ شينغ هوي بالعمالة لليابان في فترة الحرب العالمية الثانية ، توفي زانغ شينغ هوي بأزمة قلبية بتاريخ 1 نوفمبر سنة 1959م.

## وصلات خارجية
- IMTFE Judgement, Invasion & Occupation of Manchuria
- Photo at World War II Database